# وارين هاستينغز

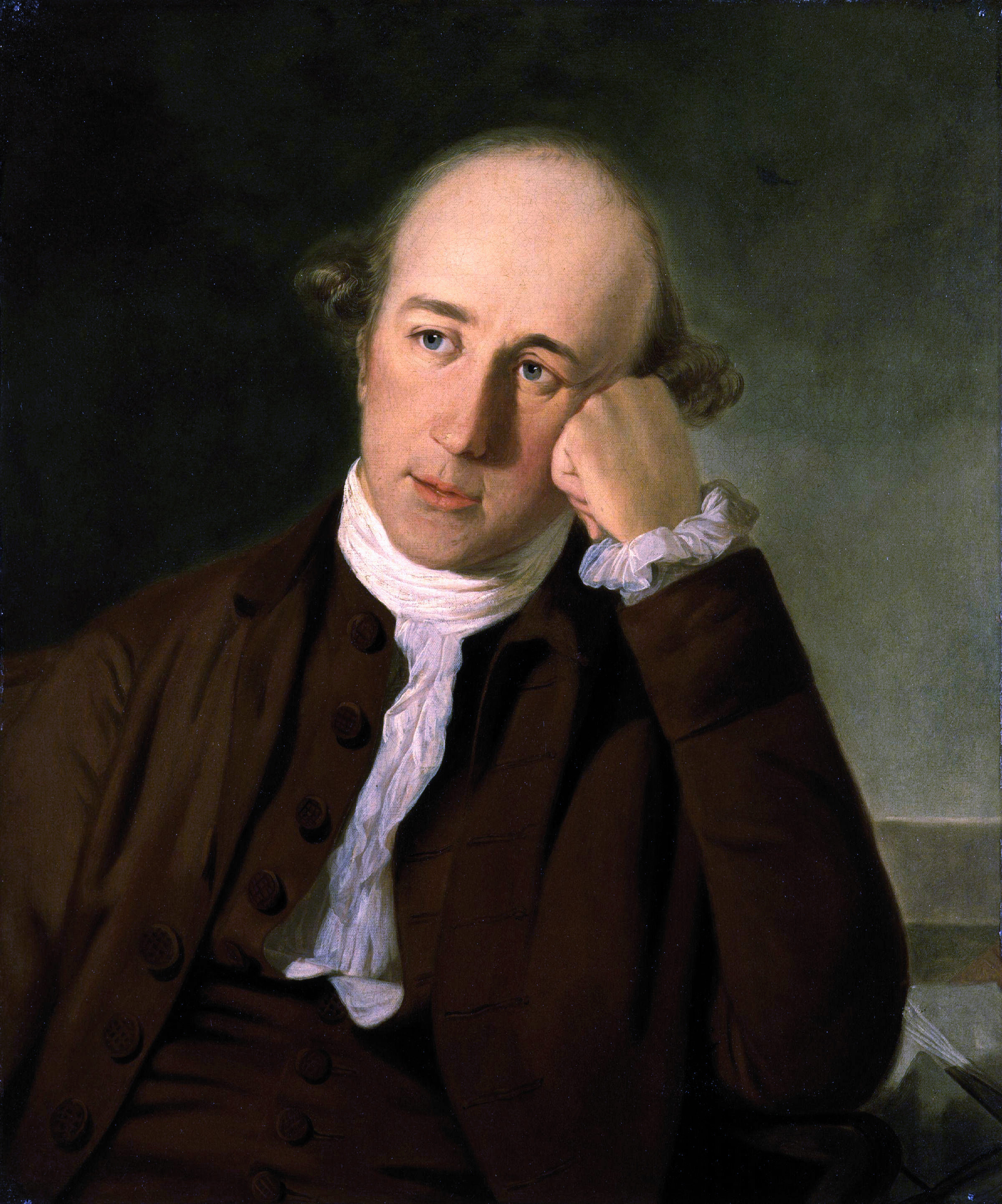
رسم يصور وارين هاستينغز

وارين هاستينغز (بالإنجليزية: Warren Hastings)‏ والذي عاش في الفترة بين (6 ديسمبر 1732 - 22 أغسطس 1818) كان أول حاكم عام على الهند في الفترة بين عامي 1773 إلى 1785. اتهم بالفساد في قضية رسمية في عام 1787 لكن تم إثبات براءته في عام 1795.

## روابط خارجية
- وارين هاستينغز على موقع الموسوعة البريطانية (الإنجليزية)
- وارين هاستينغز على موقع إن إن دي بي (الإنجليزية)